# Campeonato Mundial Femenino de Ajedrez 2020
El 43º Campeonato mundial femenino de ajedrez se desarrolló en enero del 2020 en las ciudades de Shanghái y Vladivostok. Esta edición enfrentó a la campeona del mundo Ju Wenjun contra Aleksandra Goryachkina, ganadora del Torneo de candidatas. En esta edición, Ju defendió exitosamente su título.

## Torneo de Candidatas
El Torneo de candidatas se desarrolló en la ciudad de Kazán entre el 29 de mayo y el 19 de junio de 2019. Clasifiacaron a este torneo las tres semifinalistas del Cameponato del mundo anterior y las 5 jugadoras con el promedio de rating Elo de los últimos 12 meses.
| Pos | Jugadora               | Rating | 1  | 2  | 3  | 4  | 5  | 6  | 7  | 8  | Total |
| --- | ---------------------- | ------ | -- | -- | -- | -- | -- | -- | -- | -- | ----- |
| 1   | Goryachkina,Aleksandra | 2522   | -  | ½½ | 1½ | 1½ | ½0 | 1½ | ½1 | 11 | 9.5   |
| 2   | Muzychuk,Anna          | 2539   | ½½ | -  | 0½ | ½1 | ½½ | 01 | ½½ | 11 | 8.0   |
| 3   | Tan,Zhongyi            | 2513   | 0½ | 1½ | -  | 0½ | ½0 | ½1 | ½1 | 01 | 7.0   |
| 4   | Lagno,Kateryna         | 2554   | 0½ | ½0 | 1½ | -  | 1½ | ½½ | ½½ | ½½ | 7.0   |
| 5   | Muzychuk,Mariya        | 2563   | ½1 | ½½ | ½1 | 0½ | -  | 0½ | 10 | ½0 | 6.5   |
| 6   | Dzagnidze,Nana         | 2510   | 0½ | 10 | ½0 | ½½ | 1½ | -  | 01 | 10 | 6.5   |
| 7   | Kosteniuk,Alexandra    | 2546   | ½0 | ½½ | ½0 | ½½ | 01 | 10 | -  | 01 | 6.0   |
| 8   | Gunina,Valentina       | 2506   | 00 | 00 | 10 | ½½ | ½1 | 01 | 10 | -  | 5.5   |

## Ju vs Goryachkina
El Campeonato del mundo se disputó mediante un encuentro a 12 partidas donde la primera jugadora en obtener 6½ puntos sería consagrada campeona. En caso de empate 6 a 6, se procedería a jugar 4 partidas rápidas a modo de desempate 
|                        | Rtg. | Clásica | Clásica | Clásica | Clásica | Clásica | Clásica | Clásica | Clásica | Clásica | Clásica | Clásica | Clásica | Rápida | Rápida | Rápida | Rápida | Total  |
| 1                      | Rtg. | 2       | 3       | 4       | 5       | 6       | 7       | 8       | 9       | 10      | 11      | 12      | 1       | 2      | 3      | 4      |        | Total  |
| ---------------------- | ---- | ------- | ------- | ------- | ------- | ------- | ------- | ------- | ------- | ------- | ------- | ------- | ------- | ------ | ------ | ------ | ------ | ------ |
| Ju Wenjun              | 2584 | ½       | ½       | ½       | 1       | 0       | ½       | ½       | 0       | 1       | 1       | ½       | 0       | ½      | ½      | 1      | ½      | 6 (2½) |
| Aleksandra Goryachkina | 2571 | ½       | ½       | ½       | 0       | 1       | ½       | ½       | 1       | 0       | 0       | ½       | 1       | ½      | ½      | 0      | ½      | 6 (1½) |